# Павлово (Кіровський район)
Павлово (рос. Павлово) — міське селище у Кіровському районі Ленінградської області Російської Федерації.
Населення становить 3253 особи. Належить до муніципального утворення Павловське міське поселення.

## Географія
Населений пункт розташований на східній околиці міста Санкт-Петербурга.

## Історія
Згідно із законом від 29 листопада 2004 року № 100-оз належить до муніципального утворення Павловське міське поселення.

## Населення
| 1959  | 1979  | 1989  | 2002  | 2006  | 2009  | 2010  |
| ----- | ----- | ----- | ----- | ----- | ----- | ----- |
| 3224  | ↗3973 | ↘3886 | ↘3365 | ↗3400 | ↘3338 | ↘3250 |
| 2012  | 2013  | 2014  | 2015  | 2016  | 2017  | 2018  |
| ↗3254 | ↗3415 | ↘3295 | ↘3280 | ↘3202 | ↗3204 | ↘3199 |
| 2019  | 2020  |       |       |       |       |       |
| ↗3216 | ↗3253 |       |       |       |       |       |